# Kungliga Svenska Vetenskapsakademiens Handlingar
Kungliga Svenska Vetenskapsakademiens Handlingar (abreviado Kungl. Svenska Vetenskapsakad. Handl.) fue una revista con ilustraciones y descripciones botánicas que fue editada en Estocolmo en varias series desde el año 1905 hasta 1971. Fue precedida por Kongliga Svenska Vetenskaps-Akademiens Handlingar.

## Publicaciones
- Serie n.º 2 vols. 39-63(13) publ. 1905-1924;
- Serie n.º 3 vols 1-25(5) publ. 1924-1948;
- Serie n.º 4 vols 1-?13(1) publ. 1949-?1971